# Donna Lewis
Donna Lewis (ur. 6 sierpnia 1973 w Cardiff) – walijska piosenkarka, powszechnie znana dzięki przebojowi „I Love You Always Forever” z 1996.

## Życiorys
W wieku sześciu lat zaczęła grać na pianinie. Czerpiąc inspiracje od ojca, który był pianistą jazzowym, w okresie nastoletnim zaczęła komponować swoje pierwsze piosenki. Studiowała kompozycję w Welsh College of Music and Drama. Następnie przeniosła się do Birmingham, gdzie śpiewała w barach i gdzie zainteresowała się nią amerykańska wytwórnia muzyczna Atlantic Records.
Kiedy założyła studio, zaczęła nagrywać własne piosenki. W 1996 roku zadebiutowała singlem „I Love You Always Forever”, który znalazł szerokie uznanie, zwłaszcza wśród dorosłej publiczności, a także stał się hitem w amerykańskiej stacji VH1 oraz przez dziewięć tygodni utrzymywał się na drugim miejscu w notowaniu Billboard Hot 100. Dzięki temu album Now in a Minute zyskał status platynowej płyty. Znana jest także z duetu z Richardem Marxem w piosence "At the Beginning" do filmu animowanego Anastasia (1997). Druga płyta Lewis, Blue Planet (1998) nie powtórzyła sukcesu debiutu. W 2002 roku wydała album pt. Be Still.

### Koncert w Polsce
26 listopada 2010 w Miejskim Domu Kultury w Andrychowie jako gość XXXII Ogólnopolskiego Przeglądu Piosenki Turystycznej i Poetyckiej PIOSTUR GOROL SONG.

## Dyskografia
- Now in a Minute (1996)
- Blue Planet (1998)
- Be Still (2002)
- In the Pink (2007)
- Brand New Day (2015)